# Alexander Bay (Afrique du Sud)
Pour les articles homonymes, voir Alexander Bay.
Alexander Bay est une ville d'Afrique du Sud située dans la province du Cap-Nord. C'est le point le plus à l'ouest du pays, à la frontière avec la Namibie.
La ville se trouve sur la rive gauche de l'embouchure du fleuve Orange qui marque la frontière.
Sa population était de 1 736 habitants en 2011.